# 橋野真依子
橋野 真依子（はしの まいこ、1985年10月18日 - ）は日本の元モデル。
神奈川県出身、身長162cm。

## 来歴
中学生の時に『Popteen』に初登場。以後、同誌の人気モデルとしてティーンエージャーの女性を中心に支持を集めた。
2004年9月13日、『お台場明石城』で「橋野真依子のU-18（アンダー・エイティーン）」で初司会。2005年1月19日～2月9日には『考えるヒト』にもTeen枠で出演し、公募に対するアイデアを答えていた。2005年4月には、加藤ミリヤの楽曲「ロンリーガール」のプロモーションビデオ（CM）やExciteで発信されるショートムービーにサヤ役で出演。他にも香りをプロデュースした香水が実際に発売されている。
『Popteen』2007年12月号でモデル業を卒業。卒業後は東京・青山にある総合美容スクール「BESビューティーエキスパート・スクール」に入学。卒業後、アーユルヴェーダサロン「パルトネール」にてエステティシャンとして活動したが、現在は結婚して1児の母となっている。

## 人物
- 家族構成は父、母、姉、兄[2]。
- 好きな芸能人は坂口憲二[2]。
- 嫌いな食べ物はゴーヤ[2]。

## 出演

### 雑誌
- Popteen（〜2007年12月号）専属モデル

### テレビ番組
- お台場明石城『橋野真依子のU-18』（フジテレビ）
- 考える人（フジテレビ）パネラー

他に、ケータイ小説・天使がくれたものの帯に感想を寄せている。